# Allons Enfants
Allons Enfants é um partido político francês que se apresenta como representante da juventude, sendo dirigido e organizado por pessoas com menos de 30 anos. O partido teve a sua origem nas eleições municipais de 2014, onde elegeu dois representantes em Saint-Cloud, tendo depois concorrido às legislativas de 2017, às europeias de 2019. e às legislativas de 2022. Nas legislativas de 2024 deu o seu apoio à Nova Frente Popular.

## Programa
O programa do Allons Enfants tem como propostas:
- uma politica fiscal que estimule uma produção ecologicamente sustentável
- aumentar a subvenção da PAC às produções locais
- remunerar os agricultores por serviços ambientais
- 50% de alimentos ecológicos nas cantinas e hospitais
- aulas de sensibilização ecológica nas escolas
- um cheque-jovem de 5000 euros que possa ser utilizado a partir dos 18 anos
- alargar o "rendimento de solidariedade ativa" à população entre os 18 e os 25 anos
- limitar a dois o número de mandatos consecutivos em cargos políticos
- quotas de 10% de jovens entre os 18 e os 25 anos nas listas para as eleições locais (para comunas com mais de 10.000 habitantes)
- quota de 20% de jovens (18-25 anos) nas circunscrições ganháveis
- paridade obrigatória nas listas eleitorais
- alargar os referendos locais
- afetar 10% do orçamento às coletividades locais
- abolir os departamentos, partilhando as suas competências entre as comunas, as intercomunidades, as regiões e o Estado central
- limitar o número de deputados a 400
- permitir que os deputados possam apresentar leis que aumentem as despesas
- abolir o Senado
- instituir um contrato de trabalho único

## Resultados  eleitorais

### Eleições europeias
| Data         | Votos | %     | Eleitos |
| ------------ | ----- | ----- | ------- |
| Maio de 2019 | 8.062 | 0,04% | 0 / 74  |